# Nyceryx riscus
Nyceryx riscus är en fjärilsart som beskrevs av William Schaus 1890. Nyceryx riscus ingår i släktet Nyceryx och familjen svärmare. Inga underarter finns listade i Catalogue of Life.

## Beskrivning

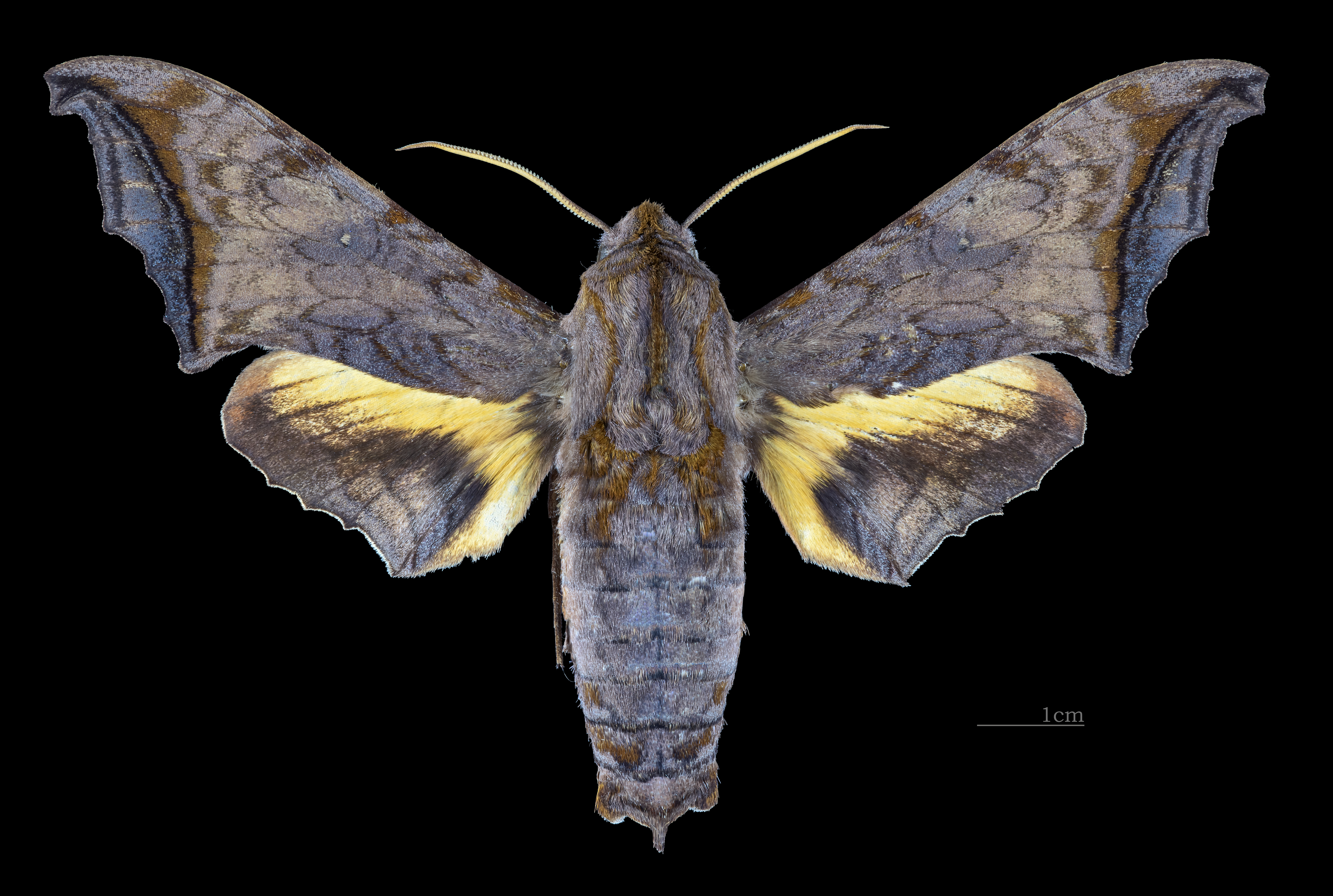
Nyceryx riscus ♂
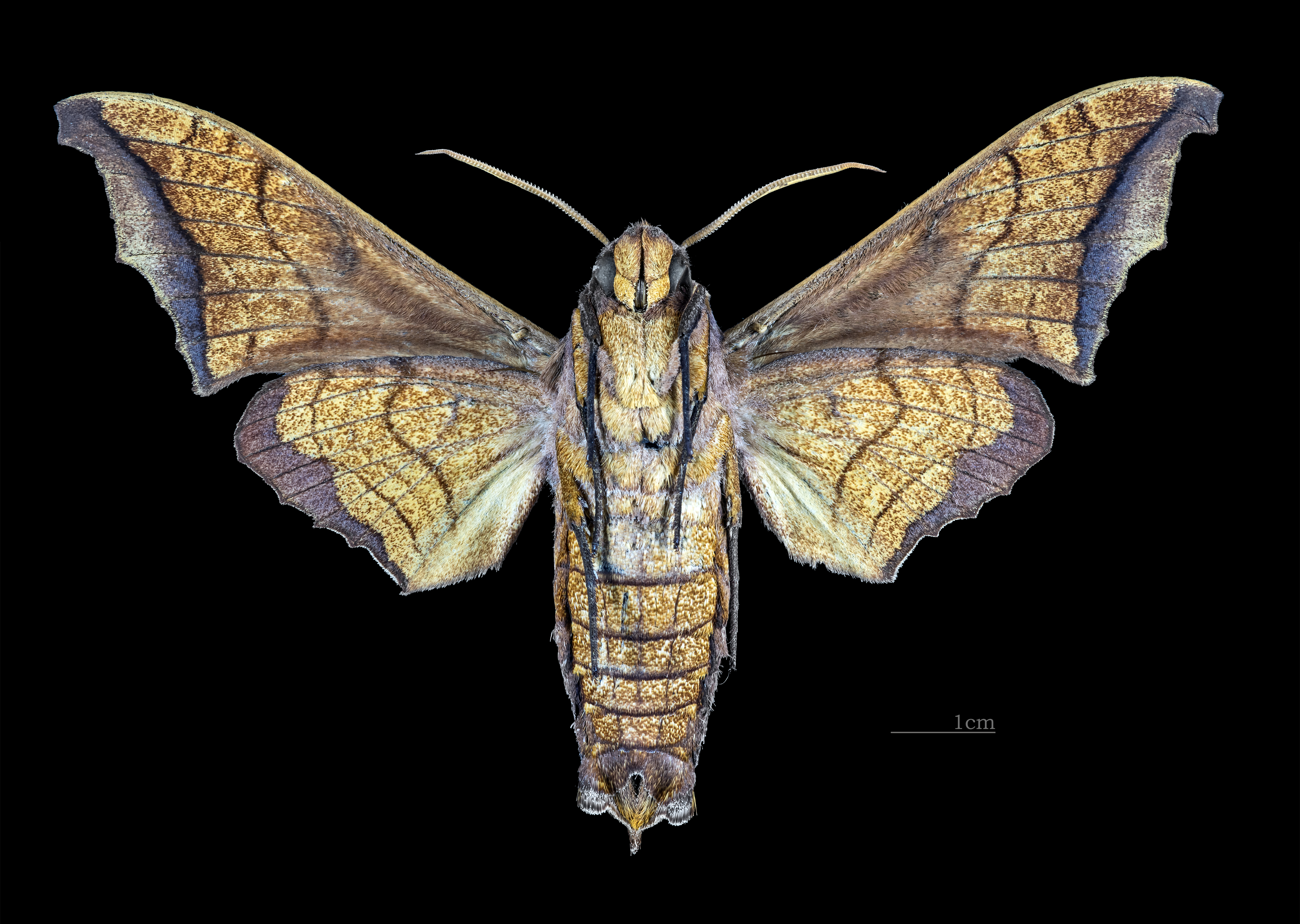
Nyceryx riscus ♂   △
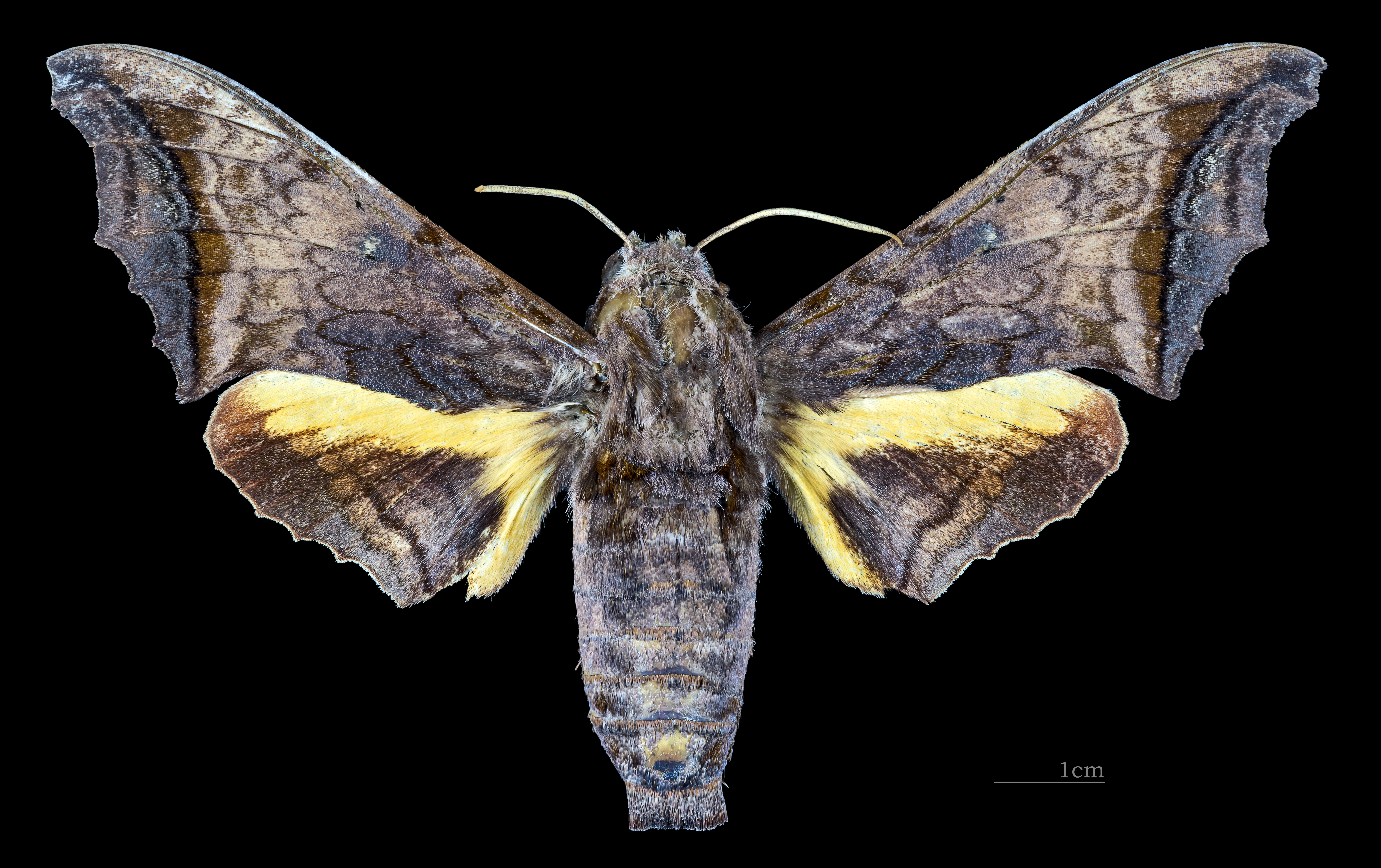
Nyceryx riscus  ♀
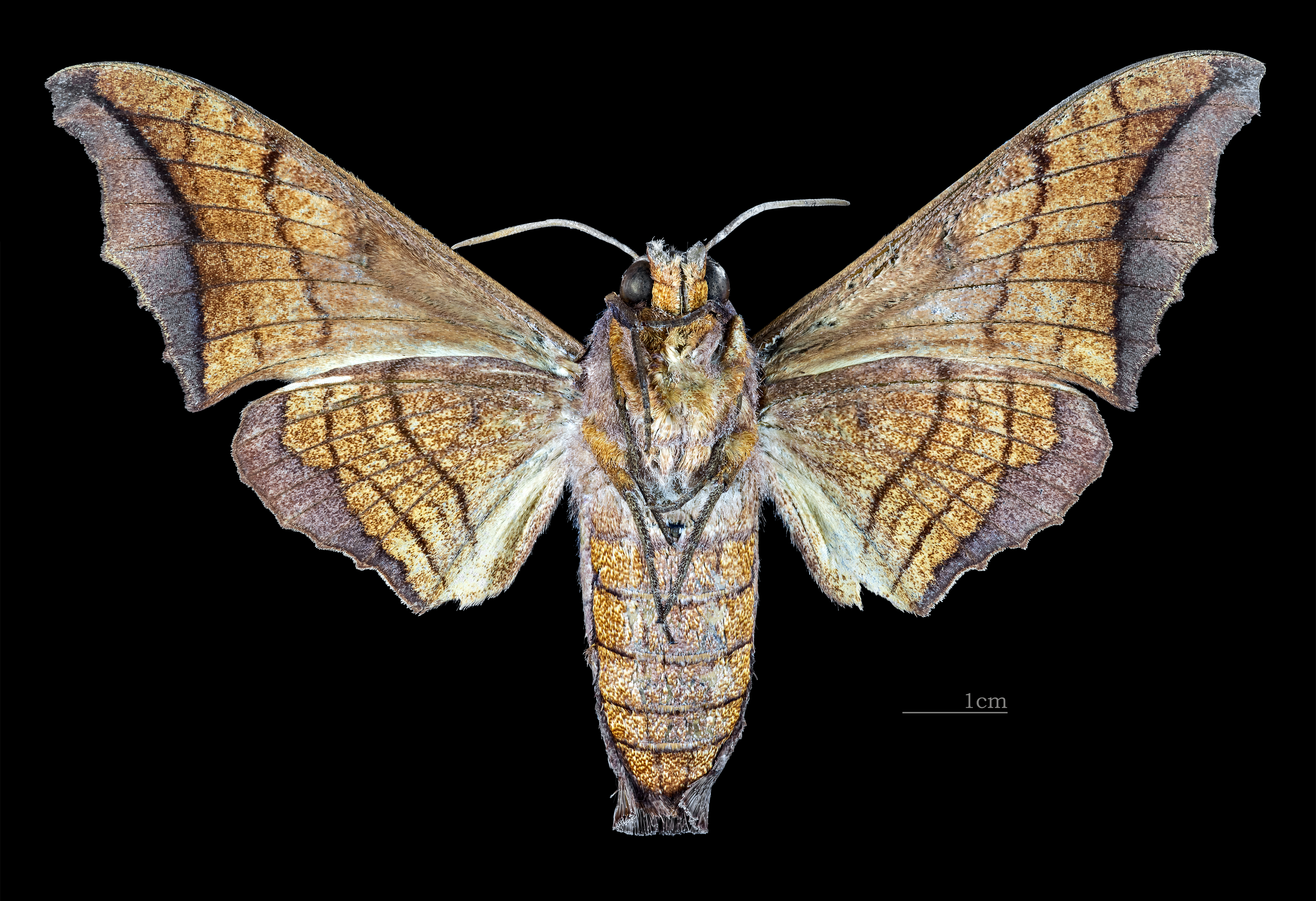
Nyceryx riscus ♀  △